# Catherine MacPhail
Catherine MacPhail, född 25 januari 1946 i Greenock i Renfrewshire, död 28 augusti 2021, var en brittisk (skotsk) författare som skrev ungdomsböcker i skräck- och romantikgenrerna. Sin debut gjorde hon med den prisbelönta Run Zan Run. Hon skrev även för vuxna och är författare till serien My Mammy And Me i BBC Radio 2. 
I Sverige ges hon ut av Wahlströms bokförlag och Argasso bokförlag.